# Nel cielo
Nel cielo (Dans le ciel) è un romanzo dello scrittore francese Octave Mirbeau, pubblicato nell'Écho de Paris (1892-1893). La prima pubblicazione in volume ebbe luogo nel 1989 (Éditions de l'Échoppe, Caen).

## Trama
Si tratta di un romanzo simbolista, espressionista e pre-esistenzialista sulla tragedia della condizione umana, in un universo che costituisce « un delitto » – ma un delitto senza criminale –, e, più particolarmente, sulla tragedia dell'artista nella società borghese, attraverso il destino tragico di un pittore, Lucien.
Per immaginare la figura di questo pittore, il romanziere si ricorda la figura di Vincent van Gogh, morto tragicamente poco prima, che egli ha appena scoperto e di cui ha comprato due tele : I girasoli e Iris. Incapace di realizzare i capolavori sognati, Lucien muore tagliandosi la mano, colpevole di tradire il suo ideale. Alla fine del romanzo, Georges, impotente, si trova dietro la porta chiusa dello studio del pittore, dove Lucien sta morendo.
Dopo la sua morte, è un suo amico, Georges, scrittore mediocre, che va abitare la sua casa, isolata su un picco, nel bel mezzo del cielo. Al principio del romanzo, riceve la visita di un amico anonimo, primo narratore, al quale rimette il manoscritto della narrazione della sua vita.

## Edizioni
- Octave Mirbeau, Nel cielo, traduzione di Albino Crovetto, Skira, giugno 2015.